# Agent K
Kevin "K" Brown, alias Agent K, est un personnage de fiction apparaissant dans Men in Black.

## Biographie du personnage

### Origine
Kevin Brown, agent K, a fait partie des premières personnes à avoir établi un contact avec les premiers extraterrestres arrivés sur Terre et est devenu l'un des membres fondateurs des Men In Black. Il a dit qu'il avait 29 ans en 1969, ce qui place son année de naissance en 1940. Le 16 juillet 1969, K sauva le monde de l'invasion en attachant ArcNet, un bouclier planétaire, à la fusée Apollo 11 pour qu'il soit déployé dans l'espace. Au cours de ce processus, K a sectionné le bras gauche de l’envahisseur boglodite «Boris l’animal» et l’a arrêté pour le meurtre du colonel James Darrell Edwards II de l’armée américaine. K avait également une relation amoureuse avec l'agent O, qu'il a interrompu par la suite. En 1975, la Zarthan Queen Laurana est venue sur Terre et K est tombé amoureux d'elle. Laurana fut finalement assassinée pour la Lumière de Zartha (une source de pouvoir située dans sa fille Laura) par l'extraterrestre Serleena. K feint d'envoyer la Lumière hors de la planète et a effacé sa propre mémoire pour empêcher sa découverte.

### Men in Black
Dans le premier film, K recrute l’ Agent J (en) (fils du Colonel Edwards), pour empêcher une "bestiole" (une race extraterrestre, ressemblant à des cafards, qui se nourrissent des carnages causés par les guerres) de voler une galaxie miniature avant que ses ennemis ne détruisent la Terre pour empêcher le vol. Lors de la confrontation finale avec la bestiole, il avale les armes des agents, et K décide de le laisser l’avaler pour qu’il puisse récupérer son arme pendant que J le distrait. Au moment où est sur le point de manger J, K tire de l’intérieur. Plus tard, K demande à J de lui effacer ses souvenirs du temps passé avec le MIB afin qu’il puisse retrouver une femme qu’il avait aimé avant de rejoindre le MIB.

### Série animée
Comme l’action de la série animée "Men in Black" se déroule à la fin du premier film, mais ignore l'intrigue après la destruction de la  « bestiole » par le Dr Weaver, l'agent K reste le partenaire de l'agent J. Au début de la série, il a été révélé qu'un homme, appelé Alpha, était le chef fondateur du MIB et le mentor de K, mais qu'il est devenu criminel par la suite.

### Men in Black II
Dans le second film, dans un bureau de poste de Truro, Kevin Brown est recruté de nouveau par l’agent J, pour récupérer la 'Lumière de Zartha'. Après avoir secouru Laura, ils repoussent Serleena afin d’envoyer Laura hors de la Terre et la ramener sur sa planète.

### Men in Black 3
Dans le troisième film, « Boris l’Animal » voyage dans le temps en 1969 et assassine le jeune K (Josh Brolin), permettant aux Boglodites d’envahir la Terre, et J remonte jusqu’en 1969 pour sauver la vie de son mentor et meilleur ami et, donc, empêcher l’invasion des Boglodites. Quand J arrive du futur pour tuer Boris à Coney Island, K arrête J et l’emmène au QG du MIB, où J révèle sa mission. Par la suite, un étranger précognitif 'Griffin l’Arcanian' guide J et K à Cap Canaveral, où le Colonel Edwards les aide à lancer l’arcnet, mais meurt dans l’action; alors K tue Boris. Il est alors révélé que le Col. Edwards est le père de J. K efface la mémoire du jeune J pour l’empêcher d’être traumatisé. La scène est vue par un J plus âgé qui réalise que K a toujours veillé sur lui.

### Men in Black: International
Dans le spin-off, l’agent K n’apparaît pas mais il est visible sur un tableau dans le bureau du Grand T.